# Михальча
Миха́льча — село в Україні, у Кам'янській сільській громаді Чернівецького району Чернівецької області. 

## Назва
Назва Михальча походить від імені Михайло або ж від імені першого власника села — пана Михальга.

## Географія
Село розташоване за 10 км від обласного центру та 17 км від міста Сторожинець. Селом протікають річки Коровля та Личинець. У селі розташований Михальчанський парк.

## Історія
Перша письмова згадка про Михальчу датується 1490 роком у сучавській грамоті воєводи Штефана, але існують докази, що село є значно старшим. На початку свого існування Михальча належала власнику, пану Михальгу і простягалась від самого Сторожинця до Чернівців, а саме до місця, де нині знаходиться фізичний факультет Чернівецького національного університету. До 1782 року Цецино також відносили до Михальчі, та з того часу австрійська влада приєднала територію до Чернівців.
В селі є парафіяльна церква, яку побудували 1901 року на місці старої дубової, у якій служили літургії ще з 1781 року. Нову ж будівлю звели у гуцульському стилі, її висота сягає 29 метрів. На подвір'ї церкви у родинному склепі поховано румунського поета Мітіка Петріно.
У 1900 році в Михальчі спорудив свою літню резиденцію тодішній власник села пан Нікуліца.
З 1940 року село перебувало в складі Сторожинецького району Чернівецької області.
Після закінчення Другої світової війни у маєтку літньої резиденції пана Нікуліца спочатку розмістили школу, згодом зведені декілька прибудов. Другий поверх був надбудований орієнтовно у 1961 році — тоді ж знесено господарські будівлі на подвір'ї. Пізніше у садибі оселилася лікарня та притулок для літніх людей. Нині споруда ледь помітна — залишки парку розрослися та закривають будівлю від дороги.
15 лютого 2019 року релігійна громада УПЦ МП церкви Успіння Пресвятої Богородиці проголосувала за перехід до Православної церкви України.
19 липня 2020 року, в результаті адміністративно-територіальної реформи та ліквідації Сторожинецького району, село увійшло до складу новоутвореного Чернівецького району.

## Населення
Населення складає 2245 осіб.
Національний склад населення за даними перепису 1930 року у Румунії:
| Національність | Кількість осіб | Відсоток |
| -------------- | -------------- | -------- |
| румуни         | 2755           | 79,81 %  |
| українці       | 597            | 17,29 %  |
| євреї          | 41             | 1,19 %   |
| цигани         | 34             | 0,98 %   |
| німці          | 13             | 0,38 %   |
| поляки         | 9              | 0,26 %   |
| не вказали     | 3              | 0,09 %   |

### Мовний склад
Мовний склад населення за даними перепису 1930 року:
| Мова       | Кількість осіб | Відсоток |
| ---------- | -------------- | -------- |
| українська | 2538           | 73,52 %  |
| румунська  | 801            | 23,20 %  |
| німецька   | 42             | 1,22 %   |
| їдиш       | 32             | 0,93 %   |
| російська  | 24             | 0,70 %   |
| польська   | 12             | 0,35 %   |
| не вказали | 3              | 0,09 %   |

Рідна мова населення за даними перепису 2001 року:
| Мова       | Кількість | Відсоток |
| ---------- | --------- | -------- |
| українська | 2227      | 99,2 %   |
| російська  | 11        | 0,49 %   |
| румунська  | 7         | 0,31 %   |
| Усього     | 2245      | 100 %    |

## Відомі особи
Уродженці села
- Левіна Лариса Володимирівна (нар. 10 березня 1956) — педагог, журналіст. Член НСЖУ. Закінчила філологічний факультет Чернівецького держуніверситету. З вересня 1989 року працює в редакції газети « Рідний край», редагує газету «Сторожинець». Редактор «Нарисів з історії Нових Бросківців», поетичних збірок Ганни Дущак, Василя Здоровенка… З-під пера Лариси Левіної вийшла книжка про поклади цілющої синьої глини у Михальчі.
- Морошан Тамара Володимирівна (нар. 1 лютого 1953) — українська поетеса. Журналіст. Член НСЖУ. Закінчила філологічний факультет Чернівецького держуніверситету. Працювала у школі, поштовому відділені зв'язку, кореспондентом-організатором Сокирянського районного радіо, редагувала газету Дністробуду (м. Новодністровськ), місцеві радіопередачі. Нині проживає у Португалії, співпрацює в російсько-українсько-португальській газеті «Слово», має свої хвилини на місцевому радіо і українською мовою веде власну програму. Автор поетичних збірок «Чебреці землі», «Настроение», «Я прийшла в цей світ любити» (вийшла друком у Лісабоні), «В саду олив». Співавтор «Енциклопедії сучасної літератури» (2016), альманахів «Галактика любові» (2017), «Серце Європи» (2017), виданих у Хмельницькому. Її з композитором М. Мафтуляком належать пісні «Зустріч», «Мій край — чудова сторона».
- Мітік Петріно — румунський поет, що оспівував свою батьківщину Михальчу у віршах. Спочиває у родинному склепі поблизу місцевої церкви.